# 3. Unter-Elsässisches Infanterie-Regiment Nr. 138

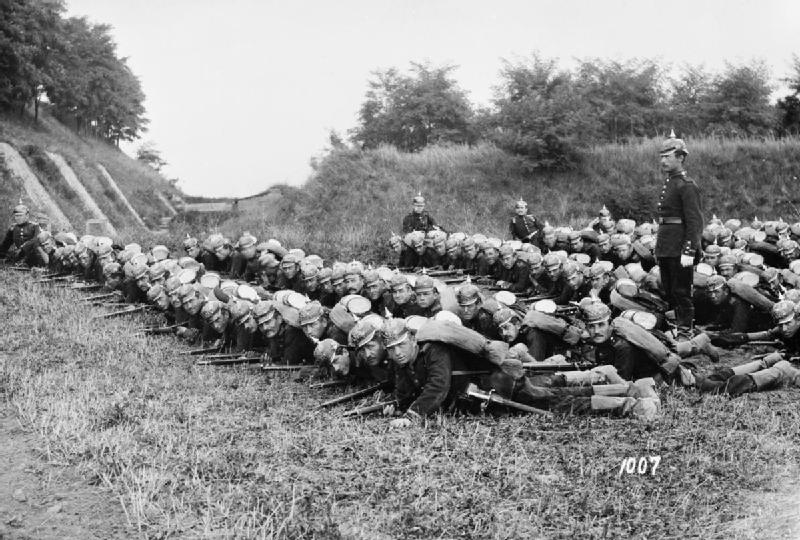
Soldaten des 3. Unter-Elsässischen Infanterie-Regiment Nr. 138 beim Kaisermanöver 1899

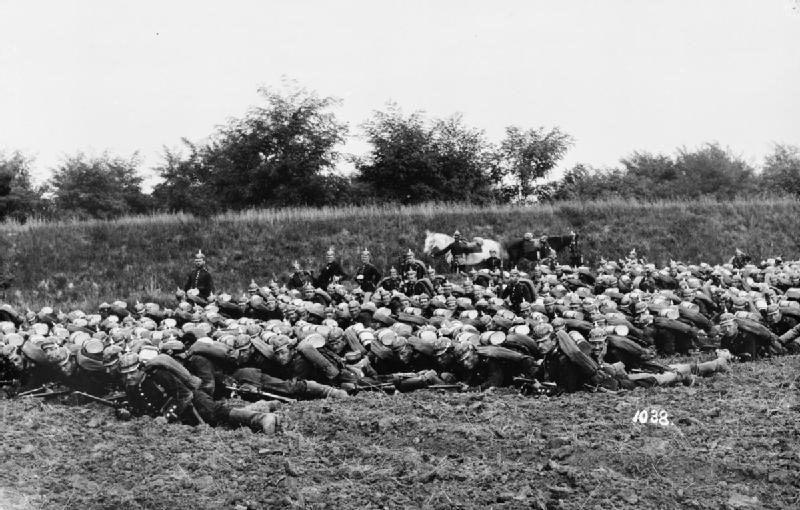
Soldaten des 3. Unter-Elsässischen Infanterie-Regiment Nr. 138 beim Kaisermanöver 1899

Das 3. Unter-Elsässische Infanterie-Regiment Nr. 138 war ein Infanterieverband der Preußischen Armee, welches durch seine Standorte mit der Geschichte des französischen Grand Est in der ehemals deutschen Region Lothringen verbunden ist. Das Regiment bestand von März 1887 bis zur Auflösung im März 1919. Während des Ersten Weltkrieges war das Regiment an Kämpfen der Westfront sowie an der Ostfront beteiligt, wobei viele Soldaten starben.

## Geschichte
Der Verband wurde durch A.K.O. vom 11. März 1887 (Stiftungstag) zum 1. April 1887 als Infanterie-Regiment Nr. 138 errichtet. Dazu gaben die Regimenter Nr. 10, 11, 25, 38, 51, 60, 62, 94, 115, 116, 117 und 118 jeweils eine Kompanie ab. Am 7. April 1887 trat das Regiment in der Garnison Straßburg zum ersten Mal zusammen. Gemeinsam mit dem 1. Rheinischen Infanterie-Regiment Nr. 25 und dem 8. Württembergischen Infanterie-Regiment Nr. 126 bildete es die 61. Infanterie-Brigade, die der 31. Division unterstellt war.
Anfang August 1893 wurde das Regiment um eine 13. und 14. Kompanie erweitert, die das IV. Halb-Bataillon bildeten. Dieses wurde am 1. April 1897 wieder aufgelöst und die beiden Kompanien an das neu aufgestellte Infanterie-Regiment Nr. 172 abgegeben. Zum gleichen Zeitpunkt trat das Regiment in den Verband der 85. Infanterie-Brigade (30. Division) über.
Kaiser Wilhelm II. erließ am 27. Januar 1902 den Armeebefehl, dass die bislang noch ohne landmannschaftliche Bezeichnung geführten Verbände zur besseren Unterscheidung und zur Traditionsbildung eine Namenserweiterung erhielten. Das Regiment führte daher ab diesem Zeitpunkt die Bezeichnung 3. Unter-Elsässisches Infanterie-Regiment Nr. 138.
Am 1. April 1906 fand eine weitere Veränderung des Unterstellungsverhältnisses statt. Das Regiment tauschte mit dem in Dieuze stationierte 4. Lothringischen Infanterie-Regiment Nr. 136 die Garnison und bildete gemeinsam mit dem 1. Oberrheinischen Infanterie-Regiment Nr. 97 die 59. Infanterie-Brigade in der 42. Division. Ab dem 1. Oktober 1913 gehörte die Brigade mit den unterstellten Regimentern zum Verband des neu aufgestellten XXI. Armee-Korps.

### Erster Weltkrieg
Zu Beginn des Ersten Weltkriegs machte das Regiment am 2. August 1914 mobil und wurde im Verband der 42. Infanterie-Division zunächst zur Grenzsicherung in Lothringen eingesetzt. Nach Gefechten bei Gefecht bei Lagarde, Biedesdorf, Magnières, Saint-Pierremont und Deinvillers verlegte das Regiment Mitte September 1914 an die Somme. Hier wurde es im Abschnitt Roye–Chaulnes eingesetzt. Es beteiligte sich an den Gefechten bei Liancourt, Fouquescourt sowie Chilly und ging Mitte Oktober vor Lihons–Soyécourt in den Stellungskrieg über.
Ende Januar 1915 kam das Regiment an die Ostfront. Während der Winterschlacht in Masuren musste das III. Bataillon aufgrund hoher Verluste am 20. Februar aufgelöst werden und konnte durch zugeführten Ersatz erst am 14. März als Halb-Bataillon wieder aufgestellt werden. Im Gefecht bei Giby wurden am 12. März rund 3600 Gefangene gemacht und drei Geschütze sowie zehn Maschinengewehre erbeutet. Nach Stellungskämpfen bei Kalwaria und Augustów trat das Regiment Mitte August den Vormarsch gegen Olita an, der mit dem Gefecht bei Orany endete. Daran schloss sich die Teilnahme an der Schlacht bei Wilna an. Ab Oktober lag das Regiment wieder im Stellungskrieg. Dieses Mal südlich Postawy und am 8. November 1915 erfolgte letztmals eine Veränderung des Unterstellungsverhältnisses. Das Regiment wurde der 65. Infanterie-Brigade unterstellt und beteiligte sich ab Mitte März 1916 während der Schlacht am Naratsch-See an der Abwehr der russischen Offensive. Während weitere Stellungskämpfe erhielt das Regiment Mitte Juni 1916 eine 2. und 3. MG-Kompanie sowie Anfang April 1917 zwölf leichte Minenwerfer. Mitte Mai zu Ausbildungszwecken aus der Front gezogen, kam das Regiment dann vom 13. Juli bis zum 26. August 1917 in Galizien zum Einsatz. Dann verlegte es wieder in das Baltikum, nahm an der Schlacht um Riga teil und bezog dann nördlich der Bahnlinie Riga–Hinzenberg Stellung an der Melupe. Am 19. September wurde der Verband durch das Reserve-Infanterie-Regiment Nr. 249 abgelöst, sammelte sich bis zum 22. September in Libau und führte dort Übungen von Landungsmanövern durch.
Im Rahmen des Unternehmens Albion wurde das Regiment am 10. Oktober 1917 auf verschiedene Kriegsschiffe und Dampfer verladen, um an der Eroberung der Inseln Ösel und Moon mitzuwirken. Nach dem erfolgreichen Abschluss der Operation kehrte das Regiment bis 31. Oktober wieder nach Libau zurück. Am 3. November 1917 verlegte man das Regiment nach Kowel, wo es südlich davon bei Bruchowicze Stellung bezog. Während der Waffenruhe wurde das Regiment wieder aus der Front gelöst und nach einer kurzen Ausbildungszeit, die insbesondere von Gefechtsübungen geprägt war, nach Nordfrankreich abtransportiert. Bei Roubaix wurde die Gefechtsausbildung im Bataillons- und Regimentsverbund zunächst fortgesetzt, bis das Regiment Ende Januar bei Pérenchies westlich Armentières an der Front Stellung bezog. Während der Schlacht bei Armentières überschritt das Regiment die Leie und nahm an den Gefechten bei Doulieu sowie Merris teil. Bis zum 17. April 1918 beliefen sich die Verluste auf 194 Tote, 626 Verwundete und 11 Vermisste. Von Ende April bis Ende Juni 1918 lag das Regiment in Stellungskämpfen bei Lens, um dann an der Schlacht bei Soissons teilzunehmen.
Nach den verlustreichen Kämpfen war der Kampfwert des Regiments nicht mehr hinreichend und die Truppe für einen weiteren Fronteinsatz am 10. August 1918 nicht mehr geeignet. Es fehlten Offiziere, Ersatzmannschaften und Waffen, sowie geeignete Bekleidungs- und Ausrüstungsstücke. Daher wurde das II. Bataillon des aufgelösten Infanterie-Regiments Nr. 390 als III. Bataillon in das Regiment eingegliedert. Die Mannschaften sowie die MG-Kompanie des bisherigen III. Bataillons wurde zum Auffüllen auf das I. und II. Bataillon verteilt. Ende des Monats wurden zusätzlich die 4., 8. und 12 Kompanie aufgelöst und verteilt. Jedes Bataillon gliederte sich nun zu drei Kompanien mit je acht leichten Minenwerfern sowie einer MG-Kompanie mit zwölf MG 08.
Während der folgenden Abwehrkämpfe in der Champagne hatte das Regiment Ende September 1918 weitere schwere Verluste zu verzeichnen. Dem Kommandeur des I. Bataillons, Hauptmann Stanislaus Behrendt (1886–1918) wurde für sein umsichtiges Verhalten am 4. Oktober 1918 der Orden Pour le Mérite verliehen. Er verstarb wenige Tage später an seinen schweren Verwundungen. Dem Regimentskommandeur Major Friedrich Bruns (1869–1943) gelang es mit seinem Stab, die in die Stellungen eingedrungenen Franzosen durch Handgranaten zum Stehen zu bringen und einen Durchbruch zu verhindern. Dafür wurde er am 6. November 1918 mit dem Orden Pour le Mérite ausgezeichnet. Mangels Zuführung von Ersatz erging am 30. Oktober 1918 der Befehl zur Auflösung des III. Bataillons.
Nach den Aufzeichnungen zu den Verlusten des Regiments viele Soldaten bei den Kampfhandlungen des Regiments oder in Gefangenschaft. Das Regiment erstreckte sich in der größten Aufstellung auf 3 Bataillone mit 19 Kompanien und das Offizierskorps.

### Verbleib
Nach Kriegsende marschierten die Reste des Regiments durch die Eifel nach Schupbach und von dort weiter nach Coswig, da die ehemalige Garnison Dieuze aufgrund der Waffenstillstandsvereinbarungen nicht mehr erreichbar war. Hier wurde es zunächst demobilisiert und am 31. März 1919 aufgelöst. Aus demobilisierten Teilen bildete sich im Januar 1919 eine Freiwilligenkompanie, die im Juni 1919 in der Reichswehr-Brigade 25 der Vorläufigen Reichswehr aufging.
Die Tradition übernahm in der Reichswehr durch Erlass des Chefs der Heeresleitung General der Infanterie Hans von Seeckt vom 24. August 1921 die 9. Kompanie des 16. Infanterie-Regiments in Oldenburg.

## Kommandeure
| Dienstgrad            | Name                           | Datum                                                    |
| --------------------- | ------------------------------ | -------------------------------------------------------- |
| Oberst                | Arno von Arndt                 | 01. April 1887 bis 3. August 1888                        |
| Oberst                | Leopold von Winning            | 04. August 1888 bis 15. Mai 1891                         |
| Oberst                | Albert von Derschau            | 16. Mai 1891 bis 17. April 1895                          |
| Oberst                | Eugen von Wulffen              | 18. April 1895 bis 19. Juli 1898                         |
| Oberst                | Carl August Lange              | 20. Juli 1898 bis 22. Februar 1899                       |
| Oberst                | Georg von Wartenberg           | 18. März 1899 bis 21. Mai 1900                           |
| Oberst                | Adolf Sprenger                 | 22. Mai 1900 bis 9. März 1904                            |
| Oberst                | Arthus von Carnap              | 10. März 1904 bis 14. September 1905                     |
| Oberst                | Hermann von Oppeln-Bronikowski | 15. September 1905 bis 21. März 1910                     |
| Oberst                | Bernhard Boeß                  | 22. März 1910 bis 26. Januar 1913                        |
| Oberst                | Friedrich von Friedeburg       | 27. Januar 1913 bis 29. August 1914                      |
| Oberst                | Karl Berger                    | 07. September 1914 bis 2. Januar 1915                    |
| Oberst                | Friedrich von Friedeburg       | 13. Januar bis 12. Februar 1915                          |
| Oberstleutnant        | von Goetzen                    | 13. Februar bis 4. Mai 1915 (mit der Führung beauftragt) |
| Oberst                | Friedrich von Friedeburg       | 05. Mai bis 1. Juni 1915                                 |
| Oberstleutnant/Oberst | Ernst von Beyer                | 06. Juni 1915 bis 30. August 1917                        |
| Major                 | Oskar Falk                     | 25. September bis 26. November 1916                      |
| Oberstleutnant/Oberst | Ludwig Crämer                  | 27. November 1917 bis 24. August 1918                    |
| Major                 | Friedrich Bruns                | 25. August 1918 bis Januar 1919                          |
| Oberstleutnant        | Hans Karl von Winterfeld       | 01. Februar bis 31. März 1919                            |